# Gemma Mengual
Gemma Mengual, född den 12 april 1977 i Barcelona, Spanien, är en spansk konstsimmare.
Hon tog OS-silver i lagtävlingen i konstsim och OS-silver även i duett i konstsim i samband med de olympiska konstsimstävlingarna 2008 i Peking.